# Robert Laly
Pour les articles homonymes, voir Laly (homonymie).

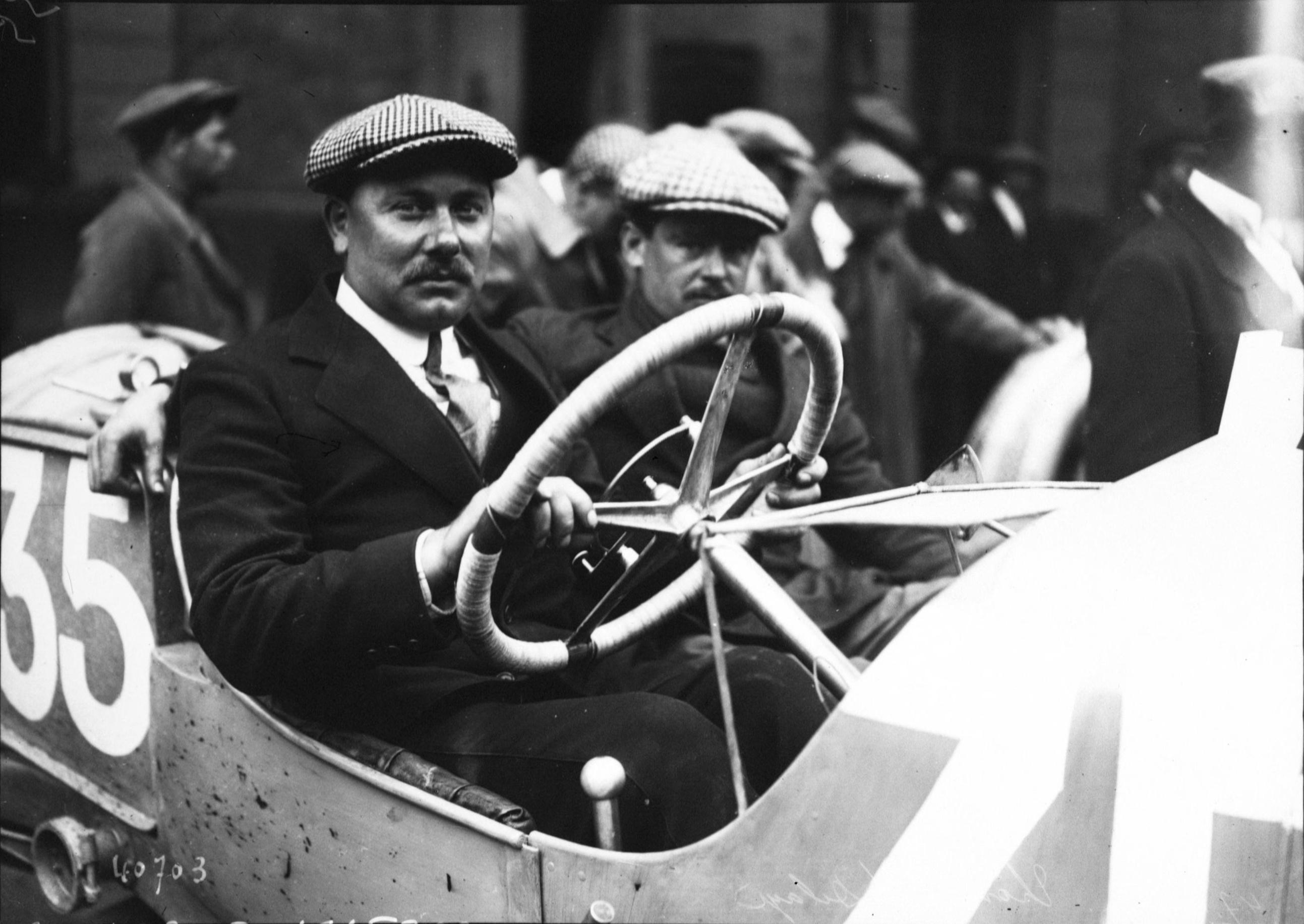
Robert Laly à gauche de René Thomas pilote, lors du Grand Prix de France 1914 (sur Delage).

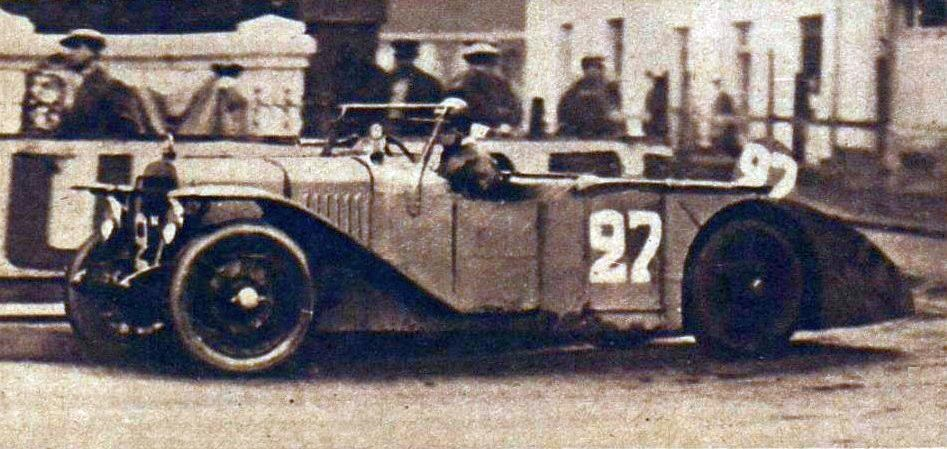
Robert Laly vainqueur de la Coupe Georges Boillot 1927, sur Ariès 3L.

Robert Laly, né le 7 septembre 1887 dans le 17e arrondissement de Paris et décédé le 13 décembre 1972 à Levallois-Perret,  est un pilote automobile de course français, d'épreuves pour voitures de sport et de Grand Prix.

## Biographie
En 1902, il entreprend à 17 ans un travail rémunéré chez les motoristes Lacoste & Battmann (basés à Levallois-Perret, son propre quartier), où il fait la connaissance précoce de René Thomas. Il débute comme mécanicien embarqué de 1905 à 1907 avec "Barriaux", sur voiturette Vulpès dans des courses de côte le plus souvent, prenant même une fois le volant de ce type de véhicule lors de la Coupe des Voiturettes de Rambouillet en se classant honorablement... devant "Barriaux"". Puis il effectue durant deux ans son service militaire. À son retour il reprend la même activité pour "Barriaux", mais aussi pour Louis Wagner, sur Alcyon. Il fait de même peu après avec Thomas sur Peugeot, et Albert Guyot sur Martini 3L. lors du 6e Tour de France automobile en 1914. Approché durant l'épreuve par Thomas, il se laisse convaincre pour tenter l'aventure américaine: il dispute ainsi à deux reprises les 500 miles d'Indianapolis et partage avec Thomas sa victoire en 1914 sur Delage 6.2L., en tenant courageusement des mains le pot d'échappement fissuré de la voiture durant les 60 derniers tours (après avoir vainement tenté de le resserrer avec son ceinturon), ainsi qu'une 11e place en 1919 cette fois sur Ballot (équipage parti en pole position).
Au début des années 1920, souvent affublé de chaussettes et chaussures voyantes, il est encore mécanicien de bord, cette fois pour Jean Chassagne (avec lequel il dispute vraisemblablement une troisième fois l'Indy 500[réf. nécessaire], pour se classer 7e en  1920 toujours sur Ballot), rencontré peu après la fin des hostilités mondiales. Tous deux finissent deuxièmes de trois des quatre courses organisées par le BARC (British Royal Automobile Club) qu'ils disputent au circuit de Brooklands en septembre 1920 sur Ballot 5L. Indianapolis de la saison précédente, ainsi que de la première édition du Grand Prix d'Italie en 1921, cette fois sur Ballot 3L. (derrière Jules Goux).
Laly devient à son tour conducteur définitivement en 1924, jusqu'en 1930, exclusivement alors pour le constructeur Ariès (de Bélier), en remportant quelques succès significatifs.
Il participe à quatre reprises aux 24 Heures du Mans (1924, 1926, 1927 et 1928). Associé pour la seconde fois à son ami Chassagne en 1927, les deux hommes mènent encore de trois tours l'épreuve devant les Britanniques Dudley Benjafield et Sammy Davis à deux heures de la fin de la course, lorsqu'ils doivent abandonner au 122e passage (le 2 227e kilomètres) sur une sortie de route de Chassagne par ennuis mécaniques (la distribution moteur est altérée depuis quelques tours), dans une version dite Surbaissée de l'Ariès.

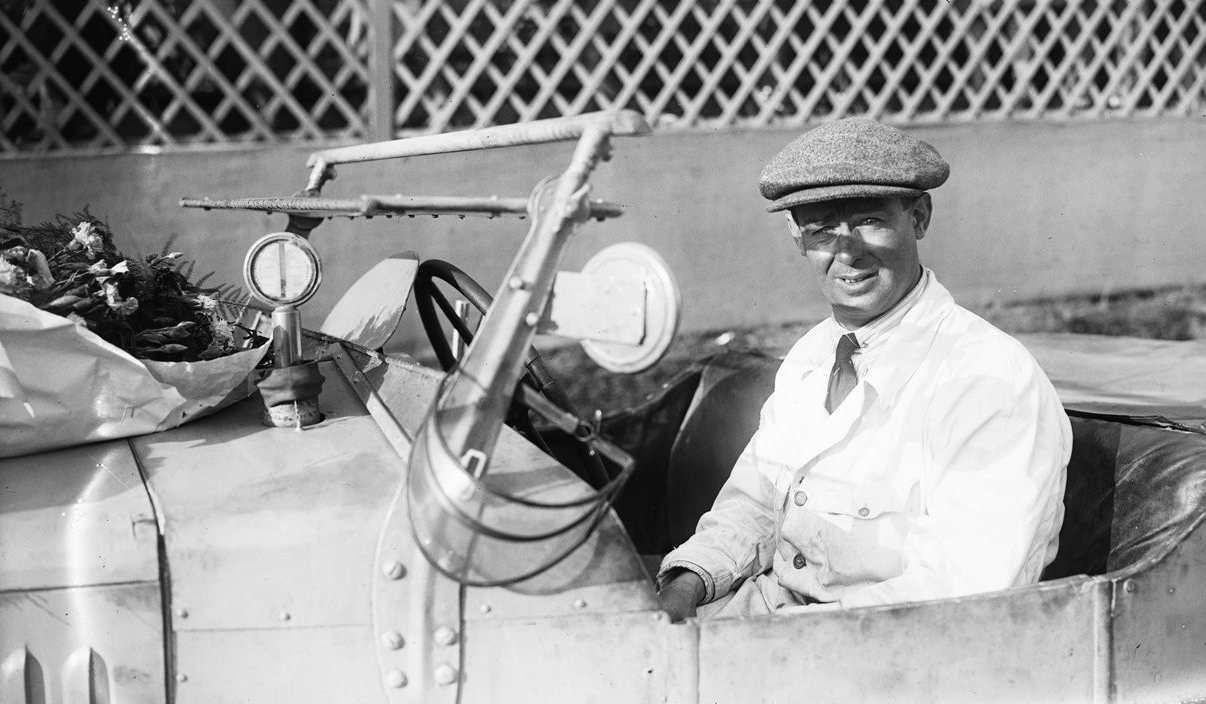
Robert Laly après sa victoire dans la Coupe Florio du 17 juillet 1927 organisée à Saint-Brieuc et Yffiniac (Agence Rol).

Il dispute également quelques Grand Prix en fin de carrière (A.C.F., Espagne, et Europe -alors en Belgique-), de 1928 à 1930, terminant 5e de GP d'Espagne en 1928 au circuit de Lasarte, et 10e du GP de France en 1930. Sa dernière course est disputée en  septembre 1930, justement lors du Grand Prix de l'A.C.F..
Il est enterré au cimetière de Levallois.

## Palmarès (pilote)
- RAC Tourist Trophy en 1922, partageant le volant avec Chassagne sur Sunbeam Tourist Trophy (au circuit de l'île de Man, premiers continentaux à vaincre dans cette compétition britannique);
- Coppa Florio, en 1927 sur Ariès 3L. I4 (à Saint-Brieuc, et vainqueur de catégorie 3L.)[4];
- Coupe Georges Boillot, en 1927 sur Ariès 3L. I4 (à Boulogne-sur-Mer);
- 6 Heures de Dijon, en 1928 sur Ariès;
  - 2e de la Coupe Georges Boillot en 1925, sur Ariès 3L. I4;
  - 2e du Circuit des Routes Pavées en 1926, sur Ariès 3L. I4 (vainqueur de catégorie 3L.);
  - 2e des 6 Heures de Dijon en 1927, sur Ariès (vainqueur de catégorie Sport);
  - 3e des 24 Heures de Spa en 1927, avec Jean Chassagne sur Ariès 3L. I4 (vainqueur de catégorie 3L.; également vainqueur de catégorie en 1929, cette fois sur Ariès 1.1L.);
  - 3e du Circuit des Routes Pavées en 1927, sur Ariès;
  - 4e des 24 Heures de Spa en 1926, avec son compatriote Charles Flohot sur Ariès 3L. I4;

(Nota Bene: parfois cité 4e de la Coppa Florio en 1927, avec son compatriote Jean "Sabipa" -alias Louis Charavel- vainqueur sur Bugatti).

## Anecdote
- De nombreux journalistes l'appelaient "André", par erreur.